# The Great Unknown (Rob Thomas)
The Great Unknown è il terzo album in studio del cantante statunitense Rob Thomas, pubblicato nel 2015.

## Tracce
1. I Think We'd Feel Good Together – 3:00 (Adrien Gough, Rob Thomas, Henry Walter)
2. Trust You (Ryan Tedder, Thomas, Noel Zancanella)
3. Hold On Forever – 3:35 (Thomas)
4. Wind It Up – 3:09 (Thomas)
5. One Shot – 2:50 (Aaron Accetta, Shep Goodman, Thomas)
6. The Great Unknown – 3:38 (Thomas)
7. Absence of Affection – 3:36 (Reed, Thomas)
8. Things You Said – 3:04 (Thomas)
9. Paper Dolls – 3:04 (Thomas)
10. NLYTM – 2:47 (Thomas)
11. Heaven Help Me – 3:21 (Thomas)
12. Lie to Me – 3:45 (Frank Romano, Thomas)
13. Pieces – 4:20 (Thomas, Serletic)